# Leptobrachium
Leptobrachium é um gênero da família Megophryidae na ordem Anura e pode ser encontrado no sul da China, Índia e ilhas da plataforma de Sunda.

## Espécies
A não ser que indicado em contrário, as espécies seguintes estão referenciadas no Amphibian Species of the World, versão 5.5.
- Leptobrachium abbotti (Cochran, 1926).
- Leptobrachium ailaonicum  Yang Datong & Lu Shunqing, 2004.
- Leptobrachium banae Lathrop, Murphy, Orlov e Ho, 1998.
- Leptobrachium boringii Fei Liang & Wu Guanfu 2004.
- Leptobrachium buchardi Ohler, Teynié e David, 2004.
- Leptobrachium chapaense (Bourret, 1937).
- Leptobrachium guangxiense Fei, Mo, Ye & Jiang, 2009.
- Leptobrachium gunungense Malkmus, 1996.
- Leptobrachium hainanense Ye & Fei In Ye, Fei & Hu, 1993.
- Leptobrachium hasseltii Tschudi, 1838.
- Leptobrachium hendricksoni Taylor, 1962.
- Leptobrachium huashen Fei Liang & Ye Changyuan, 2006.
- Leptobrachium leishanense  Zhao Ermi & Wu Guanfu, 2004.
- Leptobrachium leucops Stuart, Rowley, Tran, Le e Hoang, 2011[2]
- Leptobrachium liui Gu Huiqing & Geng Baorong, 2004.
- Leptobrachium lumadorum  Brown, Siler, Diesmos e Alcala, 2010.
- Leptobrachium mangyanorum  Brown, Siler, Diesmos e Alcala, 2010.
- Leptobrachium montanum Fischer, 1885.
- Leptobrachium mouhoti Stuart, Sok & Neang, 2006.
- Leptobrachium ngoclinhense Orlov, 2008.
- Leptobrachium nigrops Berry & Hendrickson, 1963.
- Leptobrachium nokrekensis Mathew & Sen, 2009.
- Leptobrachium promustache Ding-Qi, 2008.
- Leptobrachium pullum (Smith, 1921).
- Leptobrachium smithi Matsui, Nabhitabhata & Panha, 1999.
- Leptobrachium tagbanorum Brown, Siler, Diesmos e Alcala, 2010.
- Leptobrachium waysepuntiense Hamidy & Matsui, 2010.
- Leptobrachium xanthospilum Lathrop, Murphy, Orlov e Ho, 1998.